# Maccabi Ironi Ashdod
Maillots
Le Maccabi Ironi Ashdod Football Club (en hébreu : מועדון כדורגל מכבי עירוני אשדוד), plus couramment abrégé en Ironi Ashdod, est un club israélien de football fondé en 1961 (puis refondé en 2015) et basé dans la ville d'Ashdod.
En 1999, il fusionne avec son rival local, le Hapoël Ashdod, pour devenir le Moadon Sport Ashdod, avant d'être recréé en 2015.

## Histoire

### Maccabi Ashdod
Le club est fondé en 1961, sous le nom de Maccabi Ashdod. À la fin de la saison 1979/1980, l'équipe est promue en quatrième division. En septembre 1981, le club fusionne avec le Beitar Ashdod. Depuis lors, le club se nomme Maccabi Ironi Ashdod. À l'issue de la saison 1992-1993, l'équipe obtient pour la première fois de son histoire la promotion en première division.
À l'issue de la saison 1998-1999, la municipalité d'Ashdod pousse le club à fusionner avec le rival municipal, l'Hapoel Ashdod. Un nouveau club est donc créé. Toutefois, des fans n'aiment pas ce nouveau club. En mars 2015, des fans manifestent devant la maison du Maire. Également, des fans viennent au stade et organisent des manifestations contre la direction.

### Reconstruction de 2015
En avril 2015, à l'initiative des fans Yaakov Carady et Sa'ar Ginsborsky, le club original est refondé. Celui-ci appartient désormais à ses fans.
L'équipe s'inscrit pour jouer dans la dernière division la (liga Gimel). Lors de la première saison, le casting n'est composé que de joueurs locaux. L'équipe réussit à remporter tous les derby cette saison. À l'issue de la saison 2015/16, l'équipe obtient une promotion en quatrième division (Liga Bet).
Lors de la saison 2016-2017, l'équipe signe l'entraîneur Sharon Marciano. À la fin de la saison, l'équipe se classe quatrième du championnat. Lors des séries éliminatoires, l'équipe atteint les demi-finales et ne peut atteindre la troisième division.

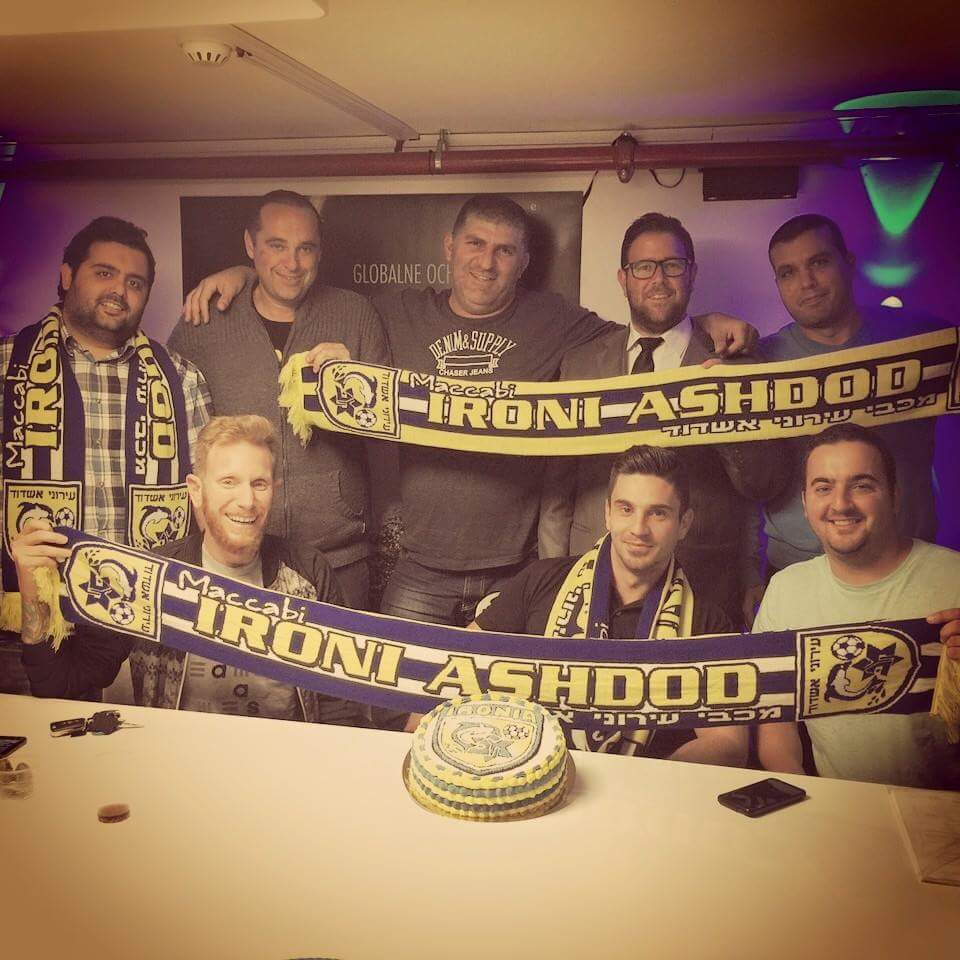
Fondateurs du Club 2015
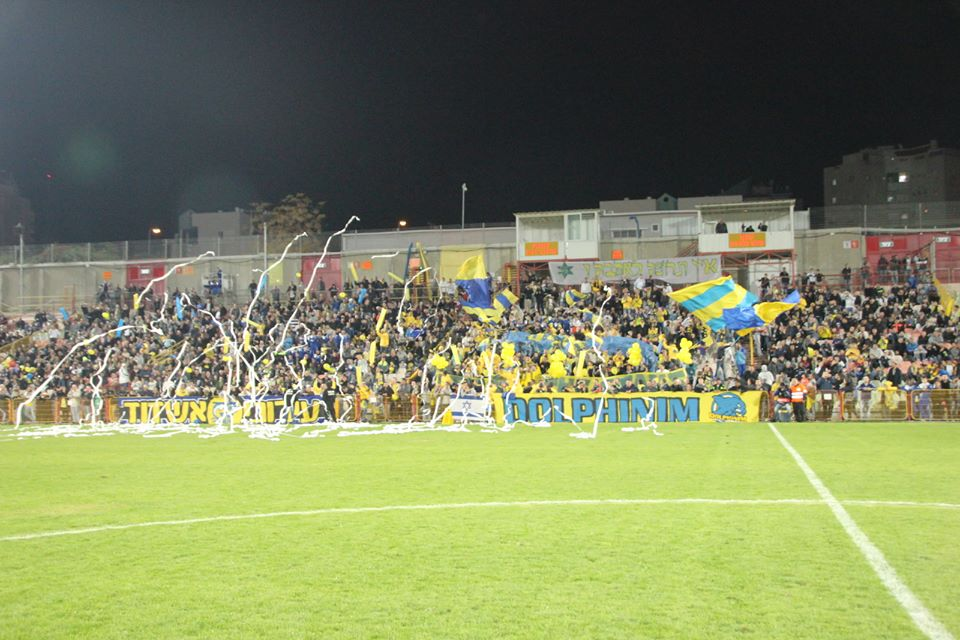
Les fans du derby d'Ashdod

## Palmarès
| Compétitions nationales |
| --- |
| - Championnat d'Israël D4 (3) : - Champion : 1967-68 et 1981-82 et 2018-19. - Championnat d'Israël D5 (2) : - Champion : 1979-80 et 2015-16. |

## Personnalités du club

### Présidents du club
- Tal Esformes
- Baruch Dego

### Entraîneurs du club
- Avi Avinu

### Anciens joueurs du club
| - Naor Galili - Alon Hazan - Eyal Almoshnino - Jan Talesnikov - Baruch Dego - Alon Mizrahi | - Motti Ivanir - Ofer Talker - Amir Turgeman - Yigal Zrihan - Bonni Ginzburg | - Uche Okafor - Emil Velev - Tibor Balog - Ihor Petrov - Beto Naveda |